# Universo de The Legend of Zelda

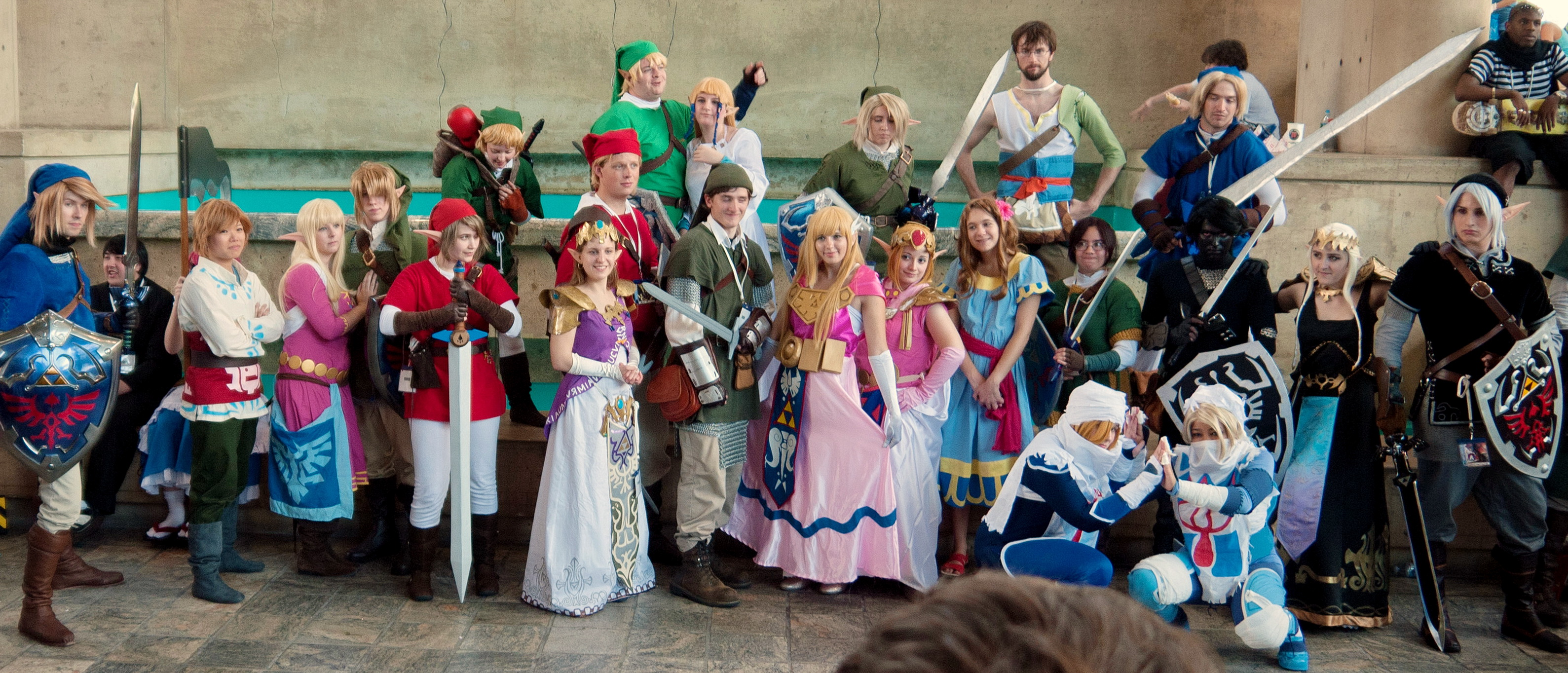
Cosplayers vestindo fantasias do universo de The Legend of Zelda

Universo de Zelda é um universo fictício encontrado na série de jogos eletrônicos The Legend of Zelda, da Nintendo. A franquia se passa dentro de um mundo de fantasia que lembra o período da Europa medieval e consiste em vários locais, raças e criaturas recorrentes. A população mais proeminente da série são os Hylians, uma raça humanoide com características de elfos, que são identificáveis por suas orelhas longas e pontiagudas. 
O mundo do jogo é acompanhado por um história fictícia detalhado que contém um mito de criação, vários idiomas, sendo a mais proeminente o Hylian, e uma moeda universal fictícia chamada rupee. A maioria dos jogos da série The Legend of Zelda segue uma história semelhante, que envolve o protagonista Link lutando contra monstros para salvar a Princesa Zelda e derrotar um vilão maligno, que muitas vezes é o principal antagonista da série, Ganon. A Nintendo desenvolveu o história ficcional em uma linha do tempo complexa que abrange toda a série e narra milhares de anos.
O reino de Hyrule, principal local onde se passa os acontecimentos da franquia, foi criado como cenário de The Legend of Zelda e permaneceu como o principal ambiente fictício para sucessivos jogos da série. Miyamoto e Tezuka desenvolveram um mundo de alta fantasia na forma de um mapa 2D cheio de monstros, quebra-cabeças e masmorras. Hyrule fez a transição para um ambiente 3D com o desenvolvimento do videogame Ocarina of Time, de 1998. Para Breath of the Wild lançado em 2017, a Nintendo desenvolveu Hyrule em um mundo aberto. Desde o lançamento do jogo original, a série tem sido um sucesso comercial e de crítica. Ele introduziu inovações marcantes para a indústria de jogos eletrônicos que desde então influenciaram vários desenvolvedores de jogos.

## Hyrule
O reino de Hyrule ( ハ イ ラ ル , Hairaru ), um reino fictício inspirado na Idade Média, é o ambiente principal da série, que apareceu pela primeira vez em The Legend of Zelda. Muitas de suas áreas têm aparições recorrentes ao longo da série, como Lost Woods, Kakariko Village, Death Mountain e Lake Hylia. 
Vários jogos da série são ambientados fora de Hyrule, incluindo Link's Awakening, ambientado na Ilha Koholint; Majora's Mask, ambientado em Termina; Oracle of Seasons e Oracle of Ages, situado em Holodrum e Labrynna, respectivamente; The Wind Waker e Phantom Hourglass, ambos situados no Grande Mar, uma espécia de Hyrule inundada (embora uma grande parte de Phantom Hourglass ocorra no World of the Ocean King em outra dimensão); Spirit Tracks, ambientado em Nova Hyrule; e Skyward Sword, ambientado em Skyloft, um grupo de ilhas acima das nuvens (embora parte do enredo deste último jogo ocorra em uma pré-Hyrule pouco desenvolvida).
Hyrule foi formado pelas três deusas ( 三 柱 の 女神 , Mihashira no Megami ): Din ( デ ィ ン ), Farore ( フ ロ ル , Faroru ) e Nayru ( ネ ー ル , Nēru ). Foi estabelecido em Ocarina of Time que Din criou a geografia física do reino, Nayru criou as leis físicas para governar a terra e Farore criou as raças para defender a lei, a flora e fauna que habitam o mundo. Assim que as deusas completaram suas tarefas, elas partiram para os céus e deixaram para trás um artefato com a forma de três triângulos dourados. Nestes, elas colocam seu poder para governar todas as coisas; esta relíquia ficou conhecida como Triforce.  O próprio reino foi eventualmente chamado de Hyrule devido a sua raça dominante, os Hylians.
Hylian é uma linguagem construída que aparece pela primeira vez em A Link to the Past no qual é identificada como "a linguagem antiga dos Hylians" e é composta de símbolos que Link deve traduzir para o progresso. Em The Wind Waker, é mostrado que o pescador semelhante a Jabun, o dragão Valoo, a Grande Árvore Deku e o Rei dos Leões Vermelhos podem falar essa língua. No Japão, uma explicação sobre o alfabeto Hylian era escrita no verso do manual de instruções com um sistema de escrita fonográfica, ou silabário, como a língua japonesa.  Desde então, mais cinco scripts Hylianos foram desenvolvidos e/ou decifrados para o público: o Antigo Silabário Hyliano usado em Ocarina of Time, o moderno silabário hyliano usado em The Wind Waker,  o alfabeto hylian usado em Skyward Sword, o alfabeto hylian usado em A Link Between Worlds e o alfabeto hylian usado em Twilight Princess. Os três primeiros são usados para transcrever o japonês, enquanto os três últimos são usados para transcrever o inglês, totalizando seis variações do hiliano escrito.
A moeda universal de Hyrule é a Rupee ( ル ピ ー , Rupī ) , em homenagem às Rupias, uma moeda do mundo real . As rupees lembram cristais hexagonais ou pedras preciosas e vêm em várias cores que determinam seu valor.  Muitos outros países no universo Zelda também usam rupees como moeda, a única grande exceção sendo os Subrosians do Oracle of Ages, que só aceitam pedaços de minério como moeda. No jogo original, eles eram chamados de "Rupies", sendo o singular "Rupy"; isso foi alterado mais tarde. Os jogos porteriores introduziram mais cores e tamanhos para Rúpias, cada um denotando um valor específico. Geralmente, Rupees verdes têm o menor valor, enquanto Rupees de ouro ou prata têm mais.  Em Skyward Sword, Four Swords e Phantom Hourglass, existem rupees pretas amaldiçoadas chamadas "Rupoor".  Elas roubam uma certa quantidade de rúpias dependendo de seu tamanho.